# Книга рекордов Украины
Книга рекордов Украины (укр. Книга рекордів України) — проект и торговая марка, под которой фиксируют рекорды и достижения на Украине. Принадлежит компании ООО «Укримидж». Регистрация рекордов осуществляется как на платной, так и на безвозмездной основе.
Проект является партнером международной «Книги рекордов Гиннеса». 
Вопреки названию, зарегистрированные проектом рекорды не издаются в форме книги.

## История

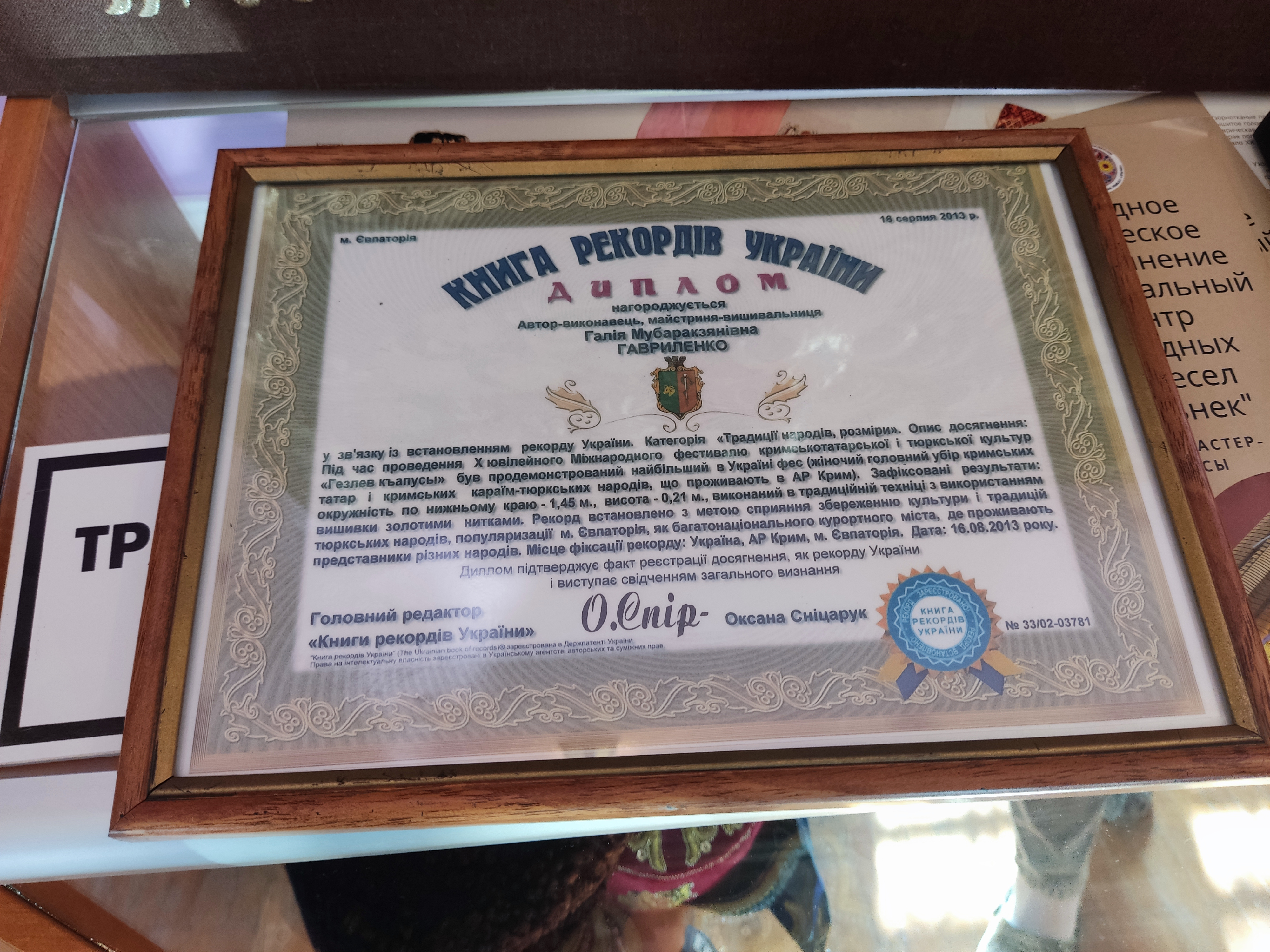
Диплом

Проект был основан в 2002 году, когда к Игорю Подчибию обратился Алексей Свистунов, владелец Книги рекордов Гиннесса, с просьбой помочь зарегистрировать рекорд по мытью посуды. Следовательно, в 2002 году Игорь Пидчибий и его коллеги зарегистрировали авторское право на произведение «Национальный презентационно-имиджевый проект Книга рекордов Украины», а в 2004 году зарегистрировали торговую марку «Книга рекордов Украины».
Первым рекордом зарегистрированным «Книгой рекордов Украины» стал пошив 10-метрового смокинга модельером Михаилом Ворониным. По состоянию на 2012 год, проект зарегистрировал уже более 1500 рекордов, которые были частично опубликованы на сайте проекта. По состоянию на 2018 год — 20 тысяч.
Изначально проект выплачивал гонорары для рекордсменов, однако впоследствии от этой практики отказались.